# Dacia
S.C. Automobile Dacia S.A. – rumuński producent samochodów osobowych i dostawczych powstały w 1966 roku pod nazwą Uzina de Autoturisme Pitești w mieście Mioveni.
Przedsiębiorstwo od początku współpracowało z koncernem Renault. Nazwa pochodzi od Dacji – historycznej rzymskiej krainy na terenie obecnej Rumunii. Dacia jest filią francuskiego koncernu Renault oraz największym rumuńskim eksporterem.

## Historia i opis przedsiębiorstwa
Historia Dacii zapoczątkowana została w 1943 roku, kiedy powstało przedsiębiorstwo Uzina de Autoturisme Pitești z fabryką w Pitești, produkujące silniki do samolotów.

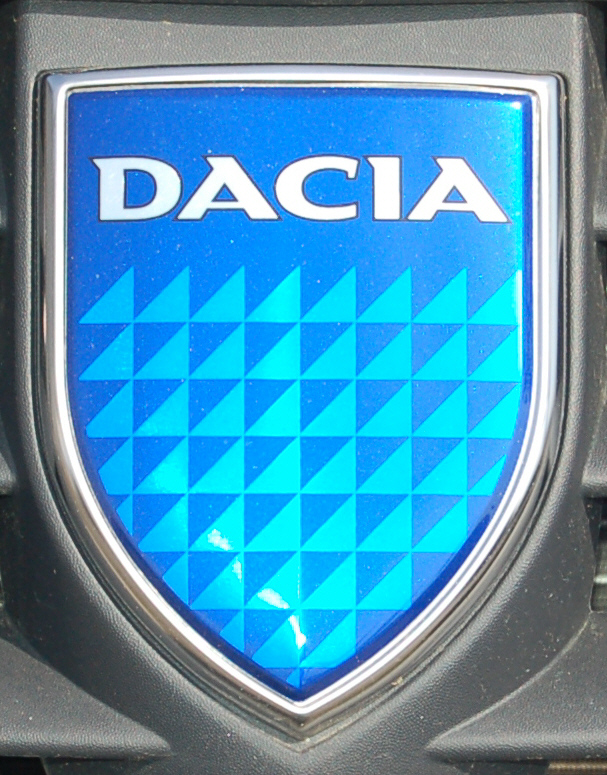
Stare logo Dacii (2003–2008)

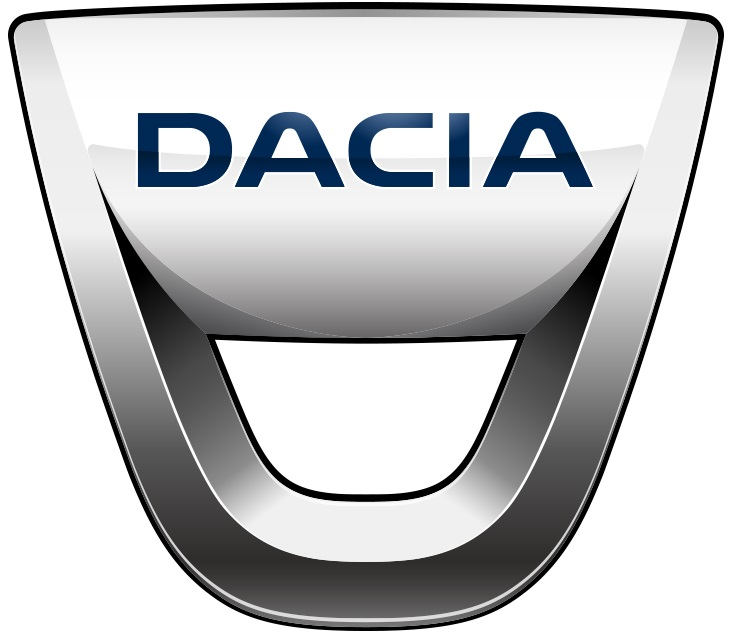
Stare logo Dacii (2008–2021)

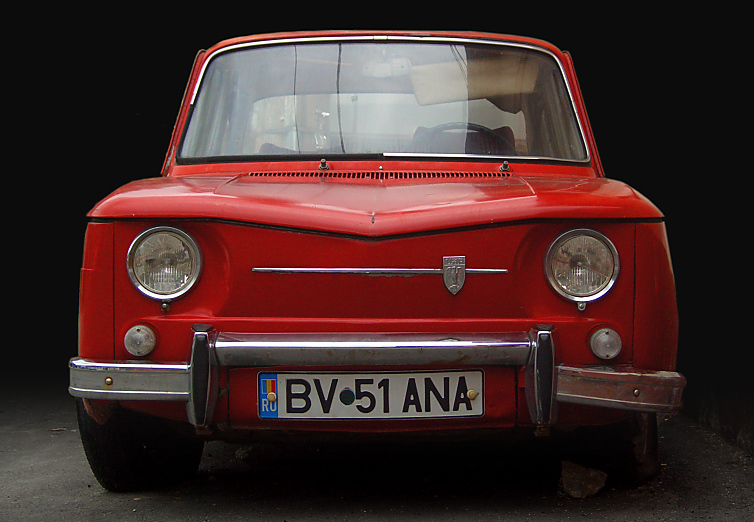
Dacia 1100

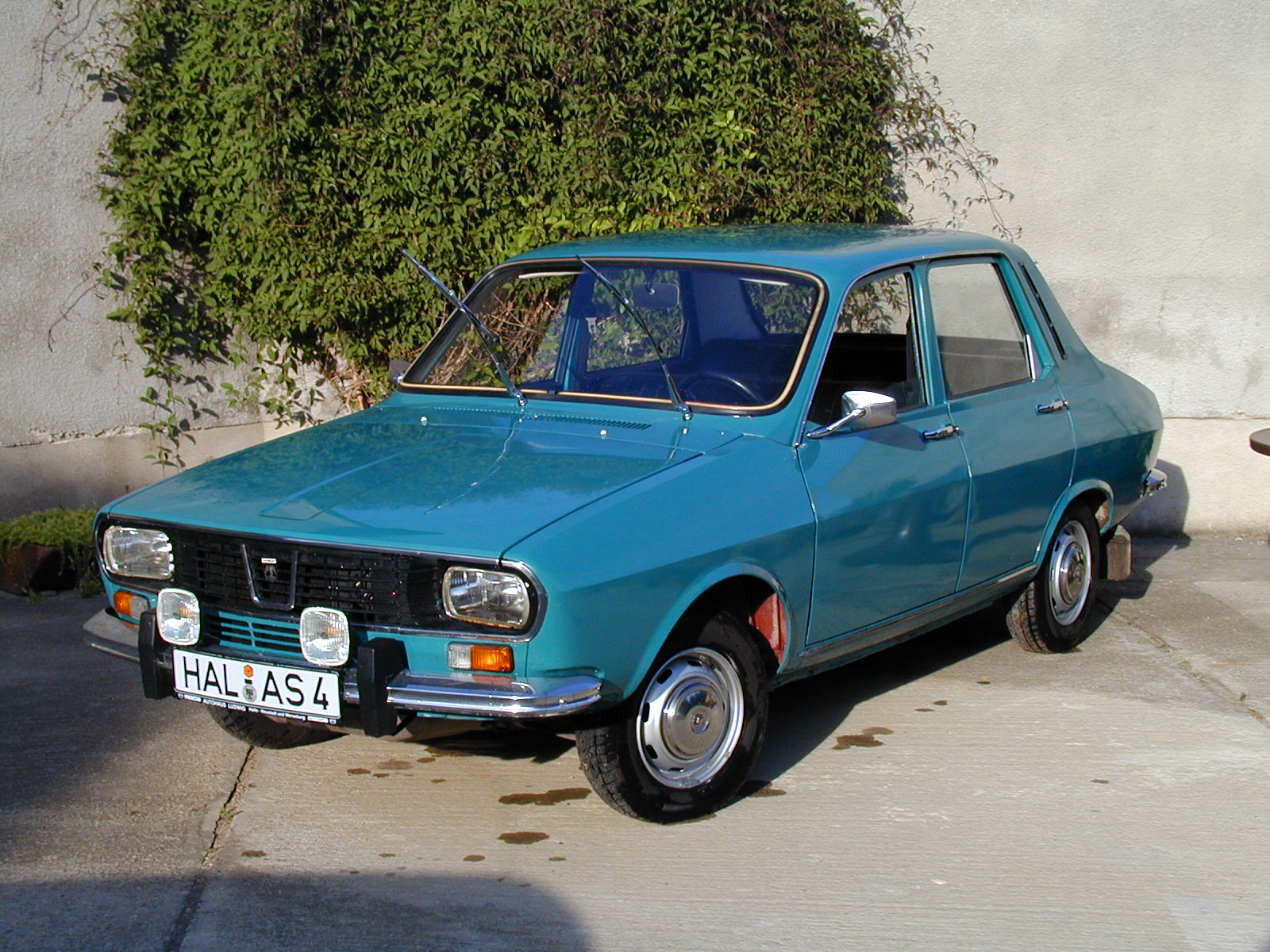
Dacia 1300

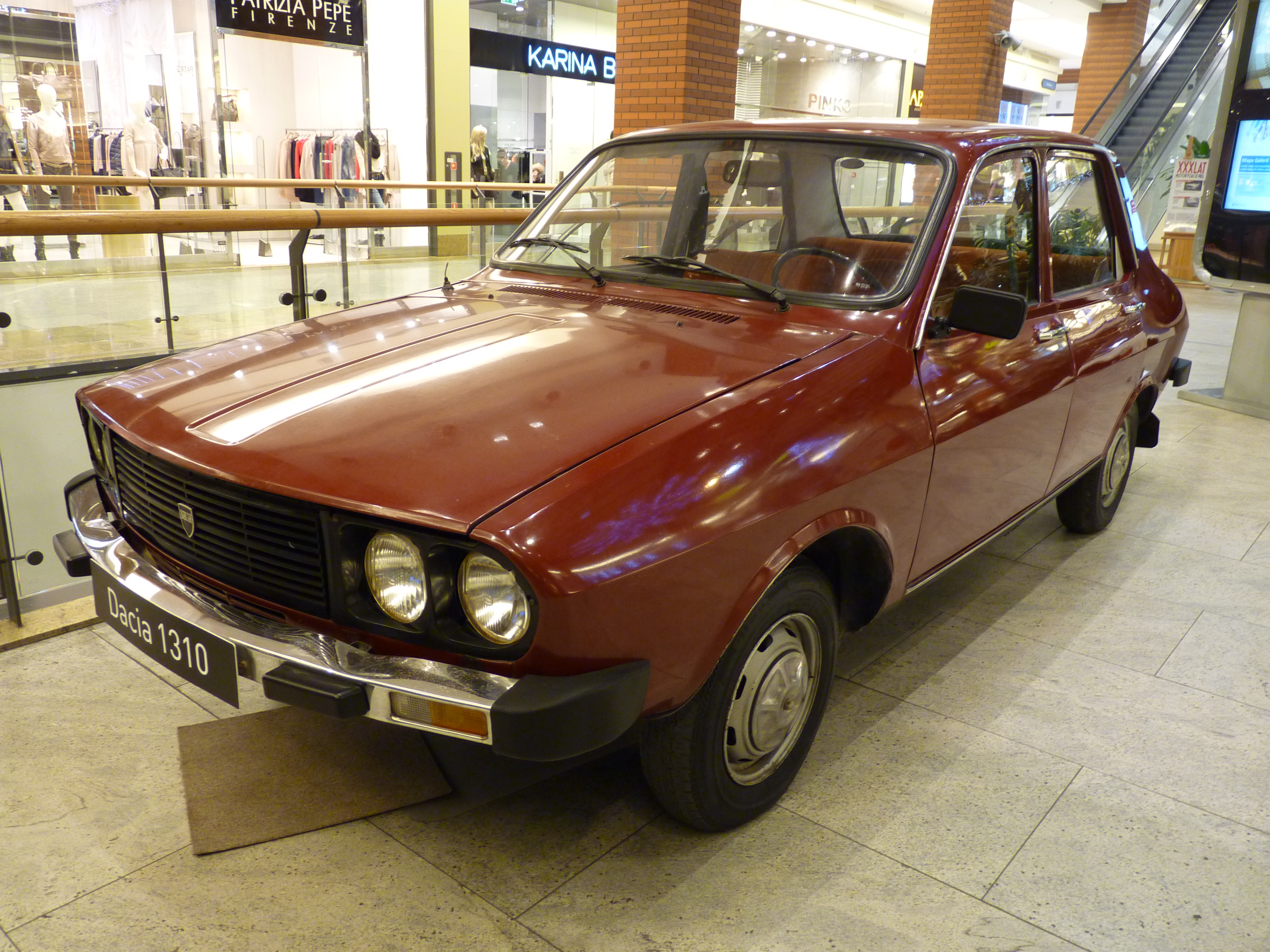
Dacia 1310 z lat 1979-1984

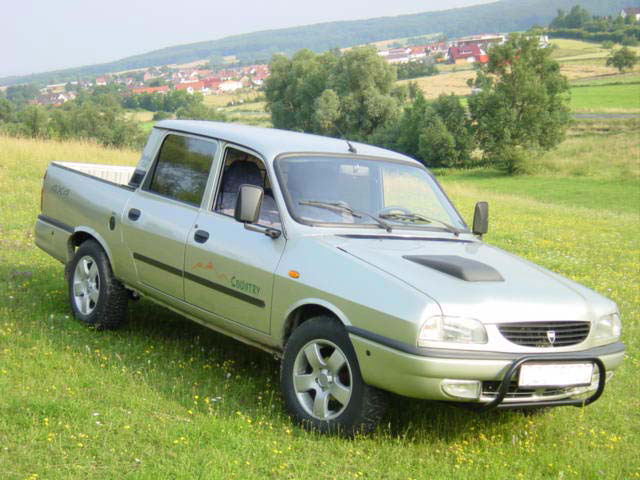
Dacia 1307 Pick-Up

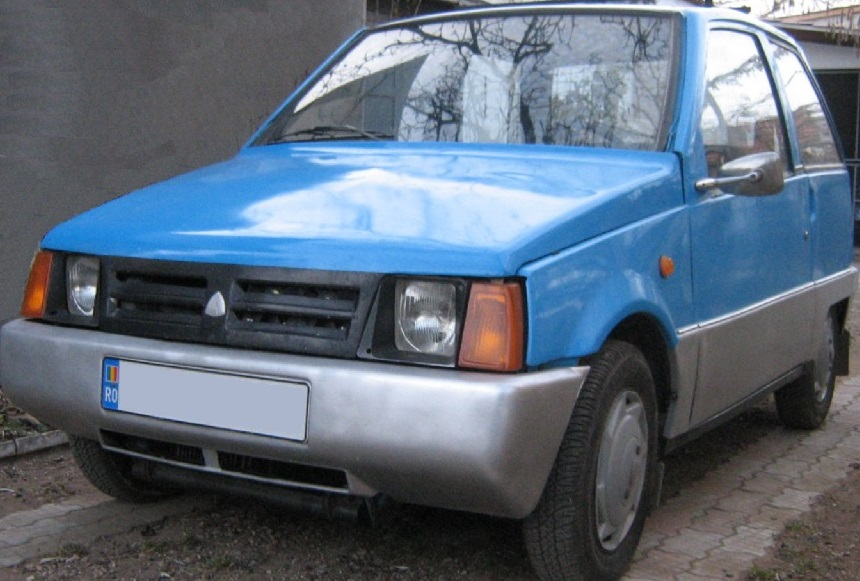
Dacia 500 Lăstun

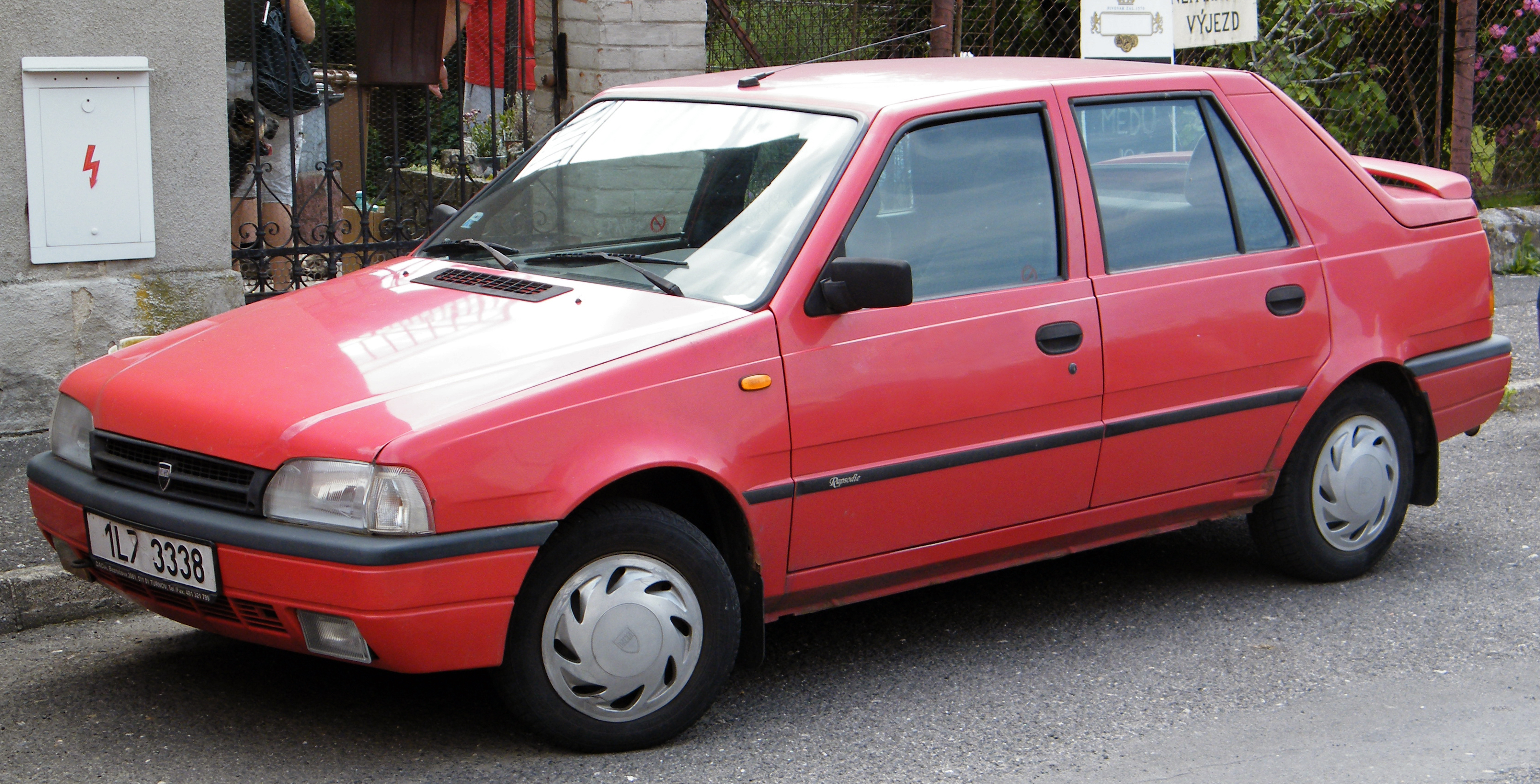
Dacia SupeRNova

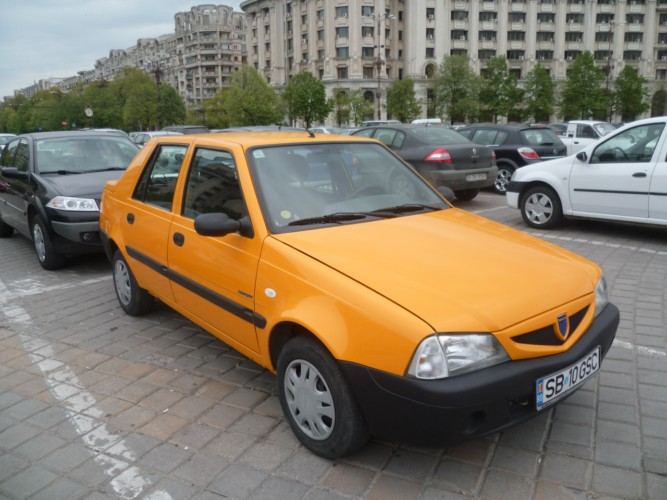
Dacia Solenza

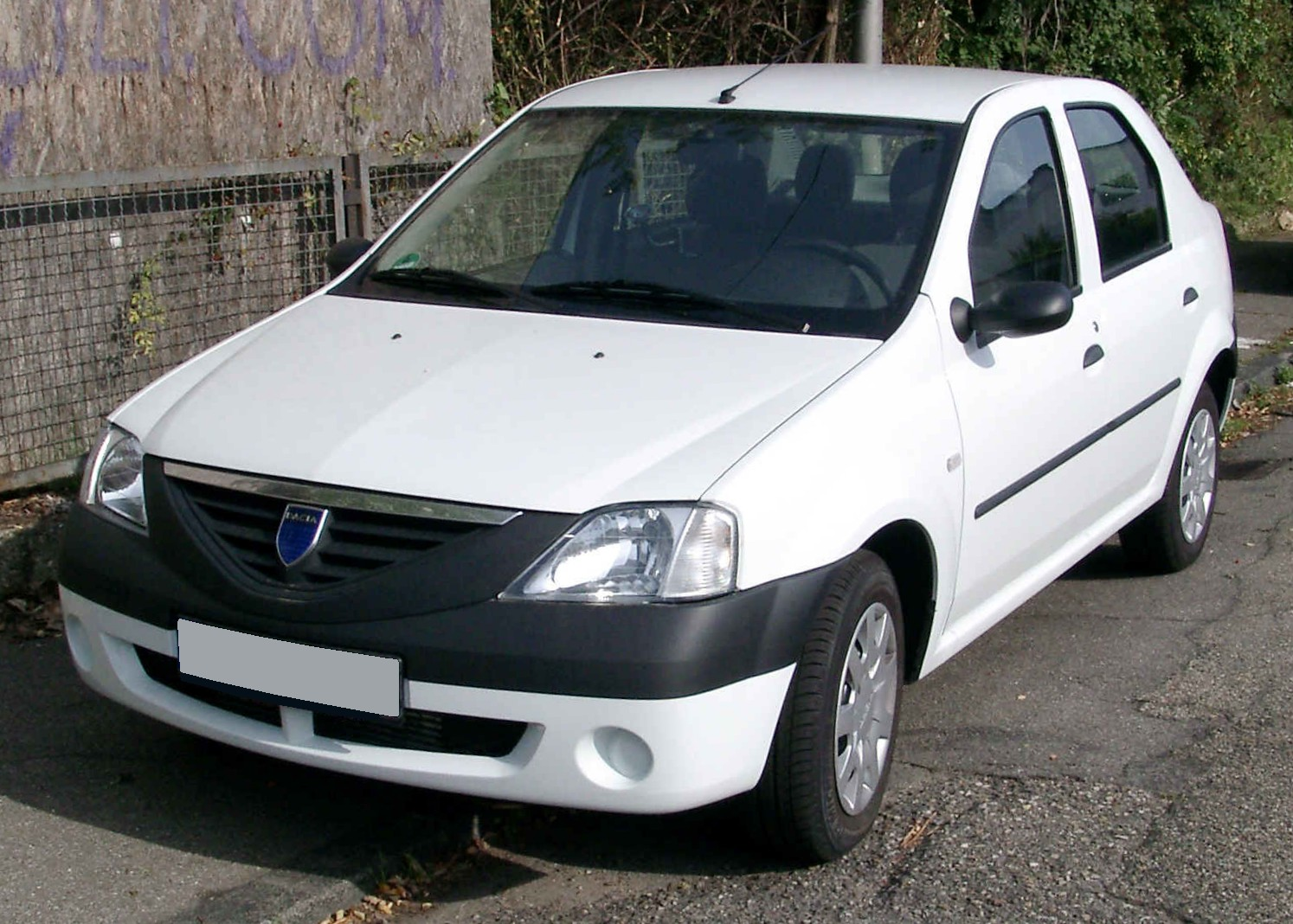
Dacia Logan I

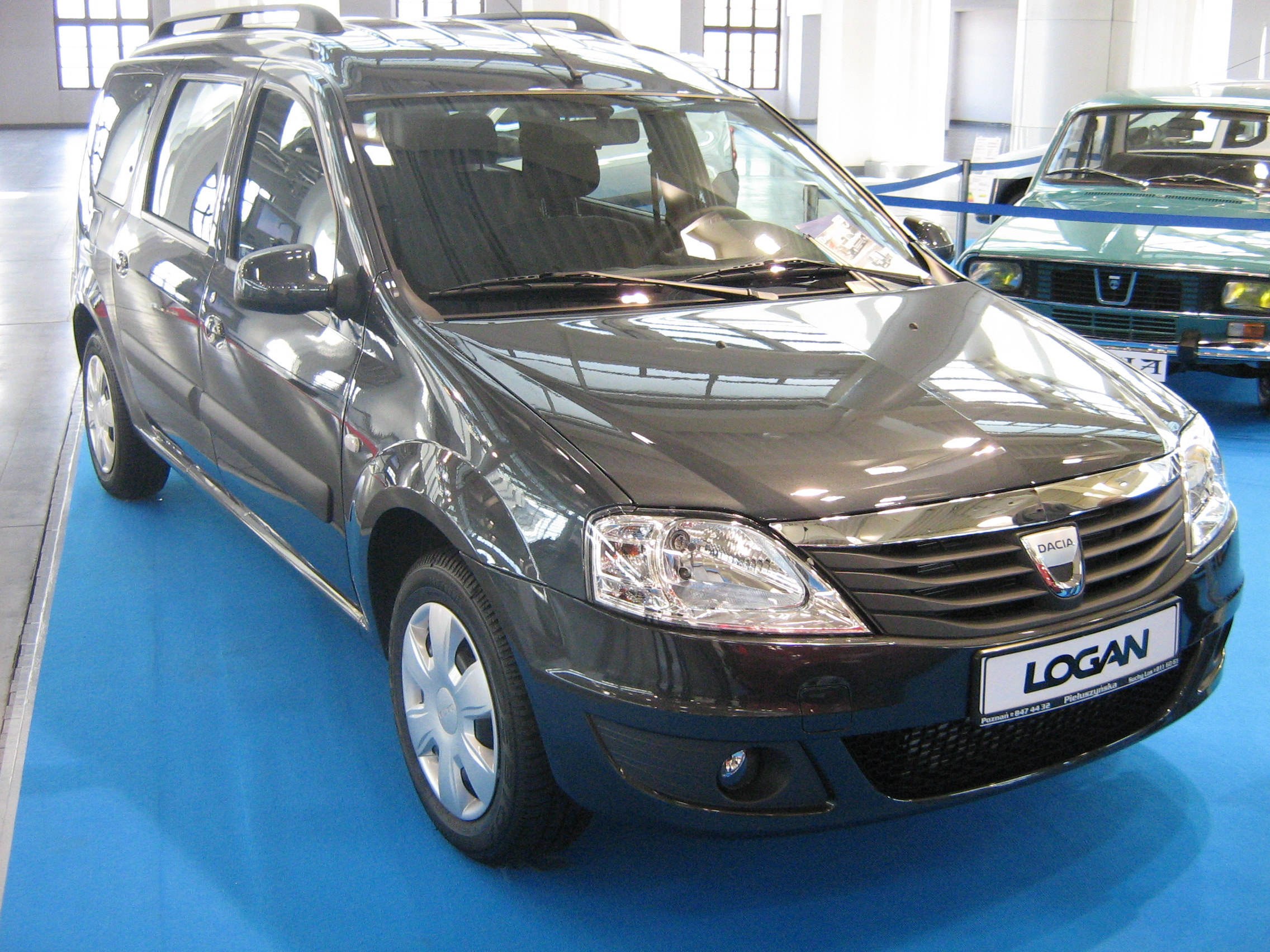
Dacia Logan MCV I po faceliftingu

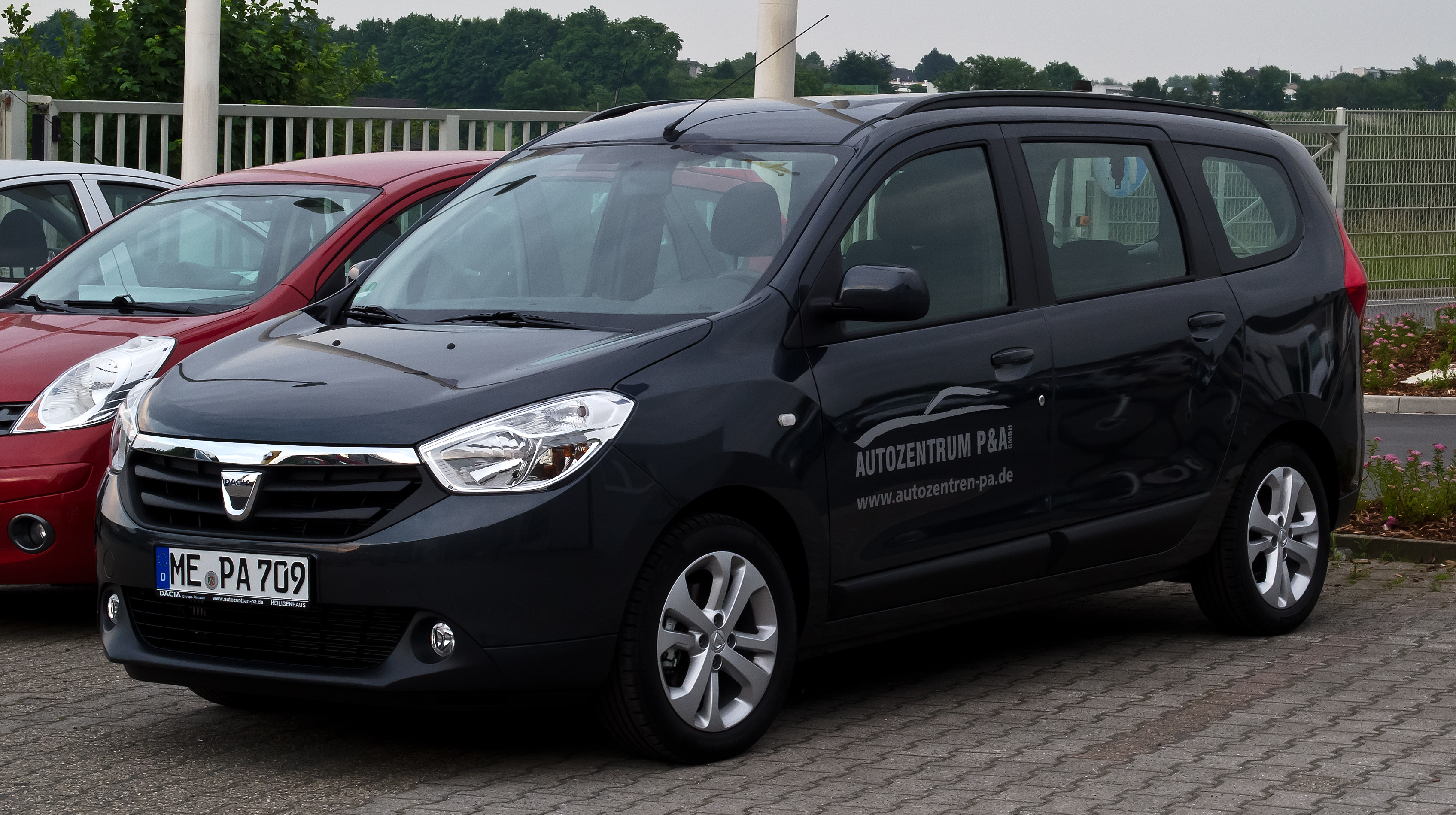
Dacia Lodgy

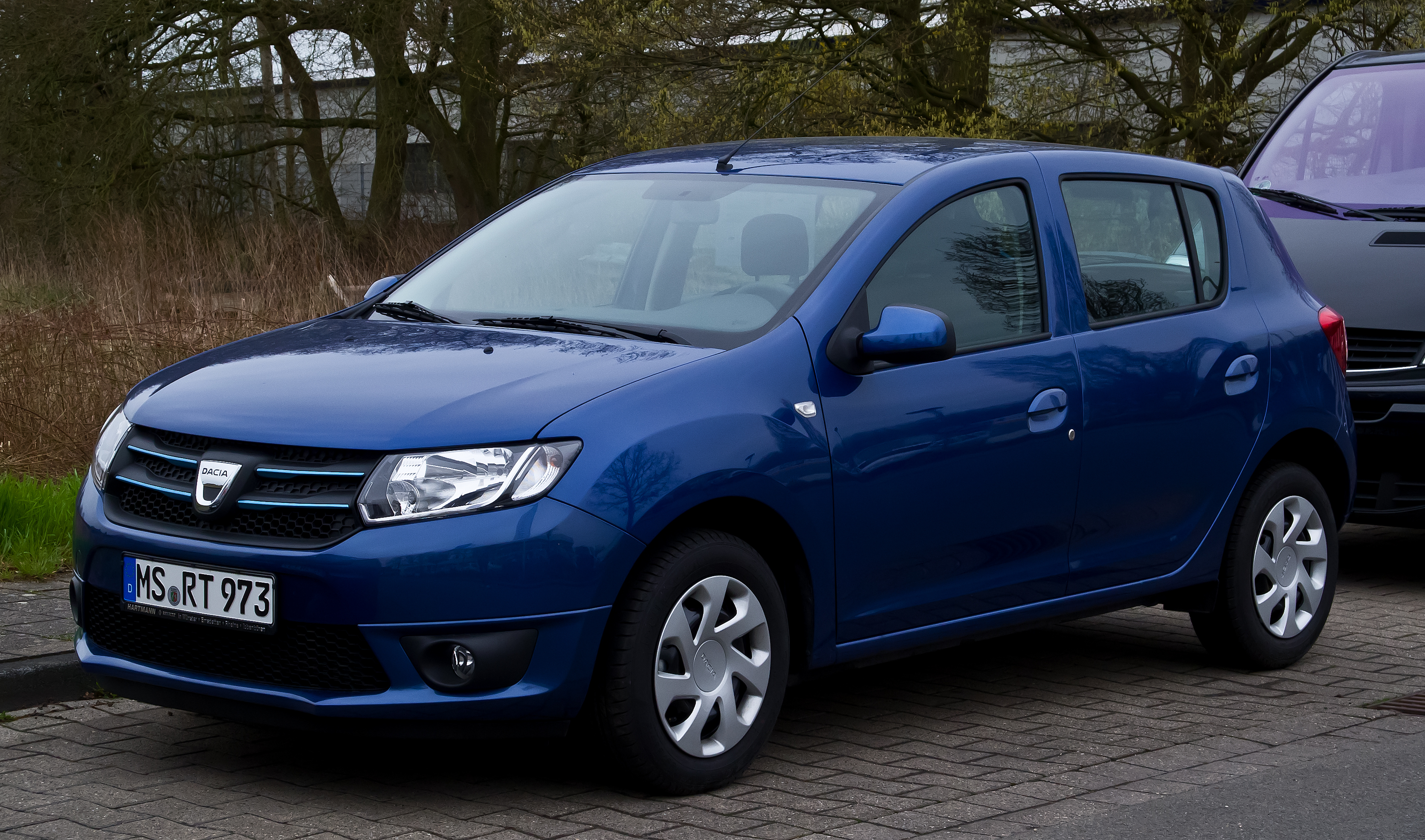
Dacia Sandero II

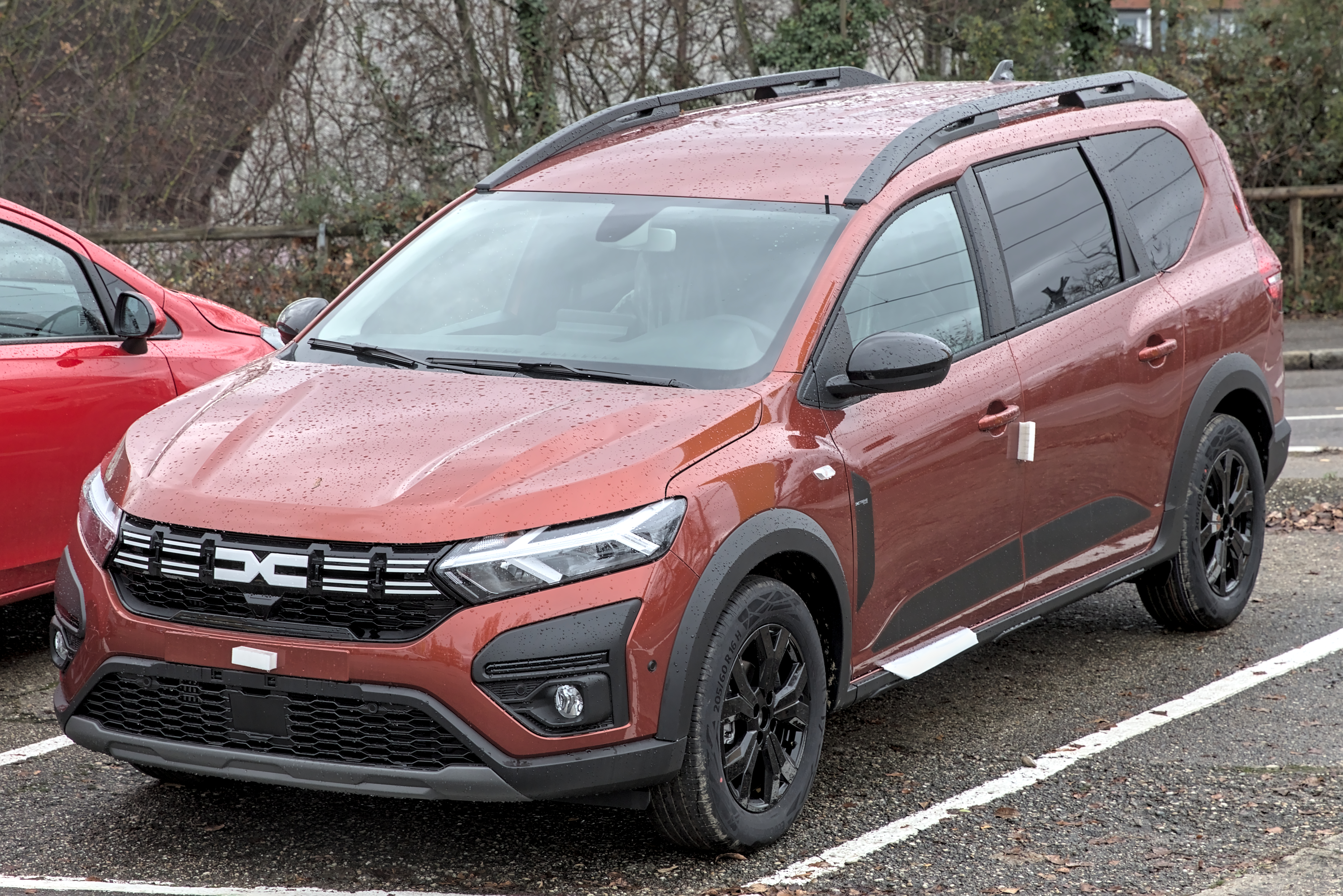
Dacia Jogger (następca Dacii Dokker i Lodgy)

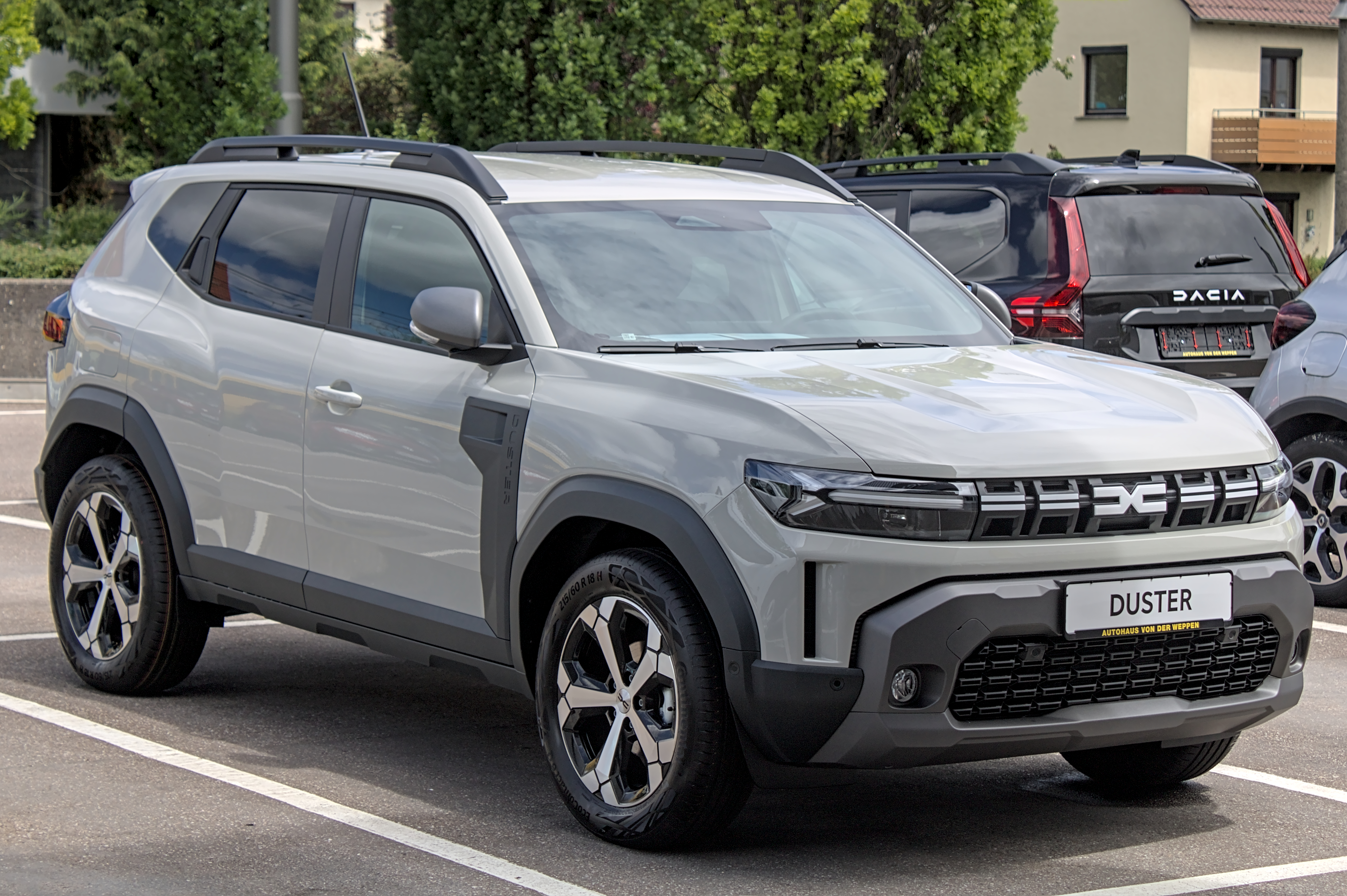
Dacia Duster III

W 1966 roku zakończono budowę fabryki. Rumuni próbowali stworzyć własny model pod nazwą Mioveni, jednak w 1968 roku podpisali oficjalną umowę o współpracy z Renault. W tym samym roku rozpoczęto produkcję samochodów na licencji Renault, a pierwszym pojazdem marki Dacia była licencyjna wersja Renault 8 – model 1100, którego produkcję rozpoczęto w 1968 roku. Mimo że auto produkowano do 1971 roku, to już w 1969 roku pojawił się następca – 1300, który stanowił licencyjną wersję Renault 12. Oznaczenie modelu zależało od pojemności silnika. Zbudowano także wersję kombi w 1970 roku oraz stworzoną przez rumuńskich inżynierów wersję Pick-Up w 1975 roku.
W 1976 roku Dacia zdecydowała o zakończeniu współpracy z Renault oraz podjęła decyzję o kontynuowaniu produkcji we własnym zakresie z wykorzystaniem technologii innych producentów. Ostatnimi modelami przed rozwodem było Renault 20, które montowano w 1980 roku w niewielkiej liczbie w rumuńskich zakładach pod nazwą Dacia 2000 oraz dostawcze Renault Estafette produkowane od 1975 do 1978 roku pod nazwą Dacia D6.
W 1979 roku rozpoczęto produkcję zmodernizowanej wersji 1300 pod oznaczeniem 1310 (zależnie od pojemności silnika także 1210 oraz 1410). Wersja sprzed modernizacji pozostawała w produkcji jeszcze do 1984 roku, jednak od 1982 roku zastosowano w niej elementy nadwozia (np. podwójne okrągłe reflektory) i wnętrza z modelu 1310.
Na początku lat 80. XX wieku rumuńskie władze zgłosiły fabryce zapotrzebowanie na małe i niedrogie auto. W efekcie prac powstała Dacia 500 Lăstun. Auto produkowano w zakładach Tehnometal Timișoara od 1988 do 1991 roku, czyli tylko 3 lata, ponieważ nie cieszyło się za dużym powodzeniem – jakość pojazdu wykonanego z włókna szklanego pozostawiała wiele do życzenia, a samo auto nie spełniało wymagań średniej rodziny.
W 1995 roku wprowadzono do produkcji pierwszy model skonstruowany wyłącznie przez Dacię – Nova. Pojazd opracowali tylko rumuńscy konstruktorzy inspirując się Peugeotem 309.
W 1999 roku fabrykę wykupiło Renault z zamiarem utworzenia z niej rumuńskiego centrum rozwoju samochodów w Europie Środkowej i Wschodniej. Do francuskiego koncernu należy 99,43% akcji. Koncern całkowicie zreformował proces produkcji elementów wyposażenia pojazdów tej marki. Grupa Renault zainwestowała w Dacię ponad miliard euro w odnowienie i rozwój zakładu produkcyjnego Mioveni oraz utworzenie Renault Technologie Roumanie i Renault Design Central Europe. Dzięki tym inwestycjom zakłady Dacii osiągnęły najwyższe standardy i wprowadziły metody pracy obowiązujące w innych zakładach Renault. Pierwszą zmianą w fabryce po przejęciu spółki przez Renault była modernizacja Dacii Nova po której otrzymała nazwę Dacia SupeRNova. W 2003 roku została zastąpiona przez Dacię Solenza, która w zasadzie była gruntownie zmodernizowanym modelem SupeRNova. W 2004 roku wprowadzono do produkcji nowy model – Dacia Logan, który wymagał wprowadzenia pracowników do nowych wymogów produkcyjnych. Auto zdobyło uznanie klientów, co doprowadziło do skonstruowania w 2006 roku wersji kombi pojazdu, a następnie w 2007 roku van i pick-up. W 2004 roku zakończono produkcję modelu 1310 – powstało blisko 2 mln sztuk, a rok później Solenzy. 8 grudnia 2006 roku zakończono produkcję Dacii Pick-Up kończąc tym samym erę kultowych i zarazem wiekowych Dacii.
W 2007 roku postanowiono wprowadzić do produkcji mniejsze auto o nadwoziu hatchback – Sandero, które rok później wprowadzono do produkcji. Auto w dużej mierze korzysta z technologii modelu Renault Clio. Wraz z nowym modelem zaprezentowano nowe logo marki. W 2009 roku na salonie samochodowym w Genewie pokazano prototyp crossovera/SUVa na bazie Dacii Logan. Rok później zaprezentowano wersję seryjną pierwszego SUVa marki – Duster.
W 2012 roku Dacia zaprezentowała cztery nowe modele – II generację Logana oraz Sandero, a także pierwszego minivana marki Lodgy zbudowanego na platformie Renault Grand Scénic oraz pierwszego kombivana – Dokker powstałego na bazie Renault Kangoo II.
W tym samym roku model Lodgy zdobył tytuł Rodzinnego Samochodu Roku 2012. W 2013 roku Dacia Dokker zdobyła drugie miejsce w plebiscycie Van of the Year, a Duster – Indyjskiego Samochodu Roku 2013 i Logan II – Rumuńskiego Samochodu Roku 2013.
W 2009 roku pojawiły się informacje o nowym konkurencie Astona Martina Cygnet i Toyoty iQ – Dacii Rondo. Auto było małym trzydrzwiowym reprezentantem segmentu A. W 2011 roku w Internecie i prasie motoryzacyjnej pojawiły się spekulacje na temat konstruowania przez markę Dacia modelu Grande – auta klasy średniej zbudowanym na powiększonej płycie podłogowej Renault Fluence oraz modelu City/Citadine – małego miejskiego auta bazującego na Renault Twingo II. W 2012 roku po rozpoczęciu produkcji Lodgy i Dokkera pojawiły się spekulacje we francuskiej prasie na temat stworzenia przez Dacię miejskiego auta o nazwie Towny, które miało kosztować ok. 5 tysięcy euro i konkurować m.in. z Fiatem Pandą. Auto miało mierzyć 3,7 metra długości.
We wrześniu 2017 roku zadebiutowała zmodernizowana Dacia Duster II, która jeszcze w tym samym roku weszła do produkcji.
Wiosną 2021 roku do sprzedaży w Europie wprowadzony został pierwszy całkowicie elektryczny model Dacii - Spring. Jest to pojazd bazujący na oferowanych w Ameryce Południowej i Azji modelach Kwid oraz bliźniaczym, ale z napędem elektrycznym, K-ZE. Mierzące niecałe 4 metry długości auto jest oferowane w wersji osobowej, dostawczej oraz wariancie specjalnie przystosowanym do car-sharingu. Zasięg pierwszej w historii elektrycznej Dacii wynosi do 295 kilometrów na jednym ładowaniu. 

## Modele samochodów

### Obecnie produkowane

#### Samochody osobowe
- Sandero
- Logan

#### Samochody elektryczne
- Spring

#### Crossovery i SUV-y
- Duster
- Jogger
- Bigster

#### Historyczne
- 1100 (1968–1971)
- D6 (1975–1978)
- 2000 (1980)
- 1300 (1969–1984)
- 500 Lăstun (1988–1991)
- Nova (1995–2000)
- SupeRNova (2000–2003)
- 1310 (1979–2004)
- Solenza (2003–2005)
- Pick-Up (1975–2006)
- Logan Van (2007–2013)
- Logan Pick-Up (2008–2013)
- Logan MCV (2006–2020)
- Dokker (2012–2021)
- Lodgy (2012–2022)

### Prototypy
- Dacia Sport-Brașovia (1980)
- Dacia MD87 (1987)
- Dacia D33 (1997)
- Dacia Nova MPV (1998)
- Dacia Star (1991)
- Dacia Logan Steppe (2006)
- Dacia MC (2009)
- Dacia Duster (2009)
- Dacia Spring (2020)

## Silniki

### Benzynowe
- 0.9 TCe 90 KM
- 1.0 SCe 73 KM
- 1.0 TCe 100 KM
- 1.0 TCe ECO-G LPG 100 KM
- 1.2 16V 75 KM
- 1.2 TCe 115 KM
- 1,3 TCe 100 KM
- 1.3 TCe 130 KM
- 1.3 TCe 150 KM
- 1.4 MPI 75 KM
- 1.6 MPI 84 KM
- 1.6 16V 105 KM
- 1.6 SCe 115 KM

### Diesla
- 1.5 dCi 68 KM
- 1.5 dCi 75 KM
- 1.5 dCi 85 KM
- 1.5 dCi 90 KM FAP eco2
- 1.5 Blue dCi 95 KM
- 1.5 dCi 107/109 KM
- 1.5 Blue dCi 115 KM

### Biopaliwo
- 1.6 16V 105 KM

## Bezpieczeństwo
Wszystkie obecnie produkowane modele marki Dacia seryjnie wyposażone są w ABS, ESP oraz system nagłego hamowania. Pasażerowie chronieni są poprzez trzypunktowe pasy bezpieczeństwa (w zależności od modelu z napinaczami pirotechnicznymi) oraz komplet czołowych i bocznych poduszek powietrznych.

## Fabryki
- Brazylia – São José dos Pinhais
- Indie – Ćennaj
- Iran – Teheran
- Kolumbia – Cartagena de Indias
- Kolumbia – Medellín
- Maroko – Casablanca
- Maroko – Tanger
- Rosja – Moskwa
- Rumunia – Mioveni
- Rumunia – Timișoara
- Chiny - Shiyan